# Ursula Maria Zorn

Ursula Maria Zorn

Ursula Maria Zorn (* 28. Juli 1674 in Berlin; † 13. Februar 1711 in Berlin) war eine deutsche Dichterin des Pietismus.

## Leben
Ursula Maria Zorn wurde als Ursula Maria Bernhard geboren. Ihr Vater Gregor Bernhard war Doktor der Medizin und als Praktikus in Berlin tätig. Die Kindheit von Ursula Maria Zorn war vom Tod geprägt. Sie verlor ihre Mutter im Alter von drei Jahren. Ihr Vater ehelichte kurze Zeit darauf die Patin Zorns, jedoch starb dieser 20 Wochen später ebenfalls. Zorn wurde somit im Alter von sechs Jahren zur Vollwaise. Obwohl ihre Patin und Stiefmutter sich ihrer annehmen wollte, kam Ursula Maria Zorn zu ihren Großeltern. Ihre Großmutter starb jedoch wenige Wochen später. Nachdem ihre Stiefmutter erneut heiratete, kam die mittlerweile zehnjährige Zorn schließlich doch in ihre Obhut. Ihr Stiefvater, ebenfalls Doktor der Medizin, ermöglichte Zorn den Unterricht durch Hauslehrer.
Im Jahre 1693 ehelichte die achtzehnjährige Ursula Maria Zorn den 30 Jahre älteren Apotheker und Kaufmann Friedrich Zorn. Sie bekam zwei Kinder von ihm, die beide noch binnen einer Woche nach der Geburt starben.
Ursula Maria Zorn starb im Alter von fast 37 Jahren an Tuberkulose.

## Werk
Die vielen erlebten Tode führten dazu, dass Ursula Maria Zorn schon früh mit christlichen Glaubensvorstellungen nicht zurechtkam. Sie schrieb später oft von ihren Zweifeln an Gott und von ihren geistlichen Anfechtungen. Diese führten schließlich dazu, dass Zorn als Gegenreaktion eine besonders fromme Christin sein wollte. So schrieb sie zahlreiche Erweckungsbriefe, Meditationen über biblische Sprüche sowie ihr Tagebuch, in dem sie ihre Reflexionen beim Morgengebet festhielt.
Die dritte Auflage mit Daniel Heinrich Arnold als Herausgeber eröffnet die Schrift Zorns mit seiner eigenen Vorrede und jener Johann Porsts. Darauf folgt die eigentliche Schrift Zorns. Sie unterteilt diese in Kapitel, die sie thematisch nach christlichen Tugenden gliedert. Unter diesen Kapiteln sind jeweils passende biblische Sprüche aufgeführt. Die biblischen Sprüche werden durch die weiterführenden Gedanken Ursula Maria Zorns ausgelegt. Auffällig ist, dass Zorn in ihren Erweckungsbriefen eine direkte Ansprache zu Gott und Jesus pflegt. Die übliche Beziehung zu Jesus, bei der dieser als Geliebter gepriesen wird, wird von Ursula Maria Zorn um eine familiäre Beziehung ergänzt. So ersetzt sie häufig den Begriff Gott durch „mein Abba“ oder „mein Vater“ und bezeichnet Jesus als ihren Bruder. Ihre Erweckungsbriefe und biblischen Sprüche werden von einem penibel geführten Sprücheregister ergänzt. Abschließend folgt der eigenhändig verfasste Lebenslauf Zorns und Auszüge aus ihrem Diario.

## Publikation und Rezeption
Ihre Schriften wurden in Auszügen posthum im Jahr 1711 durch den Pietisten Johann Porst herausgegeben. Sämtliche Exemplare der ersten Ausgabe waren bereits nach kurzer Zeit verkauft. Den zweiten Teil der erbaulichen Aufzeichnungen von Ursula Maria Zorn gab Porst im Jahr 1716 heraus. Da die Nachfrage so hoch war, folgte im Jahr 1720 eine Neuauflage. Ebenfalls gab 1734 der Theologieprofessor Daniel Heinrich Arnold beide Bücher unter dem Titel „Erbauliche Betrachtungen und erweckliche Seufzer über Stellen heiliger Schrift“ neu heraus. Er bezeichnet es im Prolog als das „allererbaulichste Buch“ nach der Bibel. Arnold betont in seiner Vorrede, dass er vor allem die „persönliche, ungelehrte Ausdrucksweise“ Zorns ausgesprochen erbaulich finde.  Porst hingegen hat den Bedarf, diese Ausdrucksweise zu rechtfertigen, indem er betont, Zorn hätte nie eine Publikation im Sinn gehabt und ihre Schriften seien nur als Monolog gedacht gewesen.

## Trivia
Friedrich Zorn ließ seiner verstorbenen Ehefrau Ursula Maria Zorn nach ihrem Tod ein Epitaph aus Sandstein errichten. Das im Zweiten Weltkrieg leicht zerstörte Monument befindet sich am ersten südlichen Strebepfeiler im Chorumgang der Nikolaikirche zu Berlin.
Ursula Maria Zorn und ihr Werk werden in der Komödie Die Pietisterey im Fischbein-Rocke von Luise Adelgunde Victorie Gottsched erwähnt. Darin anerkennt Gottsched Zorns Schriften als Bestseller, welcher vor allem gerne von Mägden und Handwerks-Frauen gekauft werde. Im gleichen Zug ironisiert sie dieses Zugeständnis in ihrer antipietistischen Komödie jedoch insofern, dass die als Frau Glaubeleichtin bezeichnete Figur sich für den Kauf Zorns Schriften interessiert.

## Schriften
- Porst, Johann (Hrsg.): Der sorgfältige Gebrauch Der Gnade Gottes. Band 1. Berlin 1711.
- Porst, Johann (Hrsg.): Der sorgfältige Gebrauch Der Gnade Gottes. Band 2. Berlin 1716. (Online)
- Gottselige Betrachtungen. Berlin 1719.
- Porst, Johann (Hrsg.): Ursulen Marien Zornin, Sorgfältiger Gebrauch der Gnade GOttes. Fortgesetzte Sammlung. Berlin 1720.
- Arnold, Daniel Heinrich (Hrsg.): Erbauliche Betrachtungen und erweckliche Seufzer über Stellen heiliger Schrift etc. Züllichau 1734. (Online)